# Echecs Sautron
Echecs Sautron – francuski klub szachowy z siedzibą w Sautron.

## Historia
Klub został założony w 1993 roku. W 2004 roku zespół awansował do Top 16. W sezonie 2005 Echecs Sautron zajął ostatnie, szesnaste miejsce w Top 16 i spadł z ligi. Następnie klub przystąpił do rozgrywek Nationale II (trzeci poziom). W 2008 roku zespół awansował do Nationale I. W 2013 roku zespół dotarł do finału Pucharu Francji, w którym przegrał z Clichy-Echecs 92 0:3. Następnie Echecs Sautron uczestniczył w Pucharze Europy. Francuski zespół wygrał wówczas z Edinburgh West Chess Club, SG Solingen i De Sprénger Echternach, a przegrał z Odlarem Yurdu, SC En Passant, Beşiktaşem JK i SO Peristeri i w końcowej klasyfikacji zajął 39. pozycję. W 2018 roku zespół wycofał się z ligi i podjął rywalizację w Nationale III (czwarty poziom).
Zawodnikami klubu byli m.in. Yannick Berthelot, Alexandre Dgebuadze, Dragoș-Nicolae Dumitrache, Romain Édouard, Andrei Istrățescu, Rafał Lubczyński, Andreea Navrotescu i Daniele Vocaturo.